# Sinomantis denticulata
Sinomantis denticulata är en bönsyrseart som beskrevs av Max Beier 1933. Sinomantis denticulata ingår i släktet Sinomantis och familjen Iridopterygidae. Inga underarter finns listade i Catalogue of Life.